# عیسی حسن

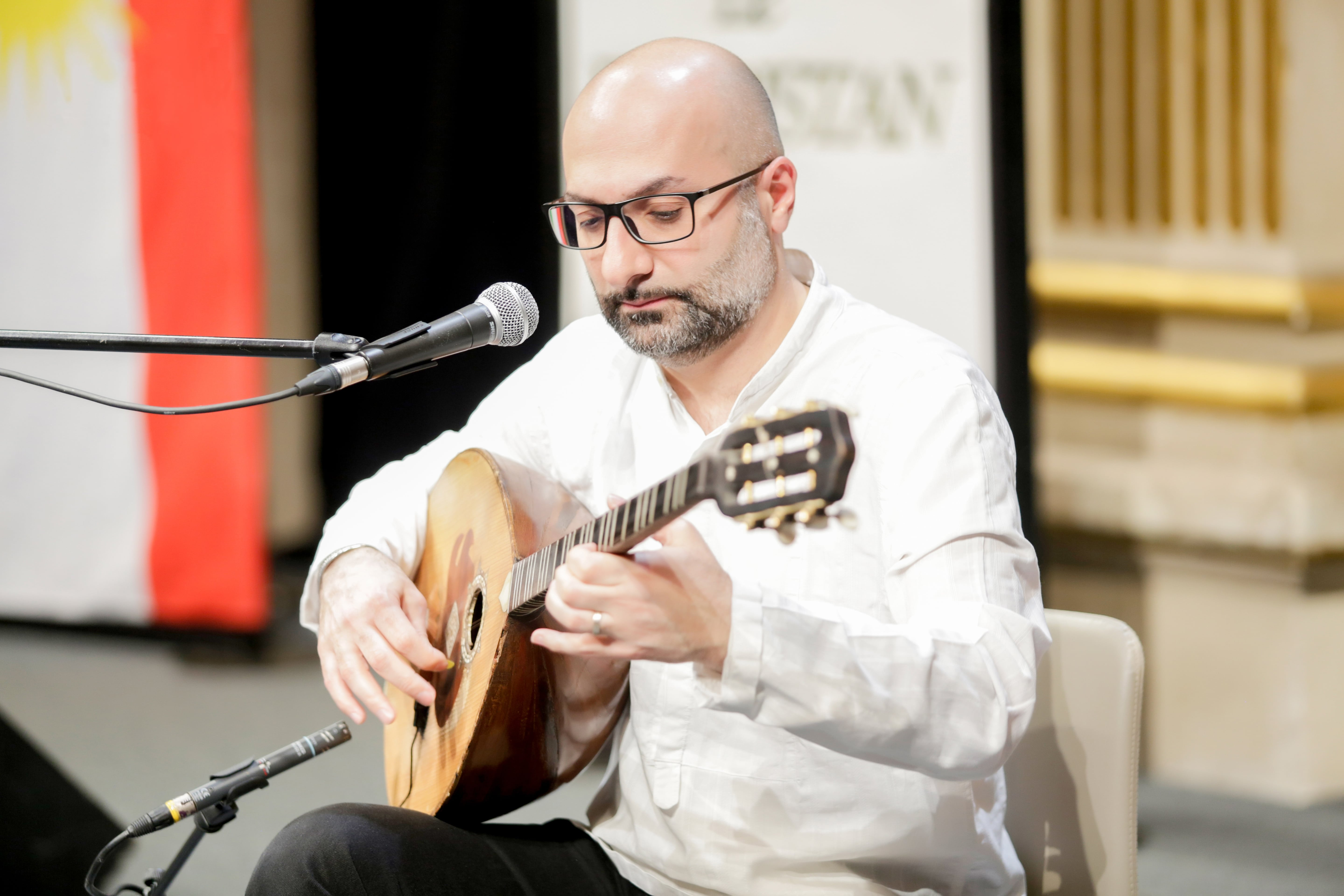
عیسی حسن آهنگساز لبنانی

عیسی حسن (به انگلیسی: Issa Hassan) (زاده: ۲۵ دسامبر ۱۹۷۰ در بیروت، لبنان) موسیقی‌دان و آهنگساز کرد است.

## ترانه‌شناسی
- Gulînar
- Ballade kurde à Seville
- Tooting Broadway
- Art du bouzouk
- La cinquième saison'
- Kurdomania